# Паневежский деканат

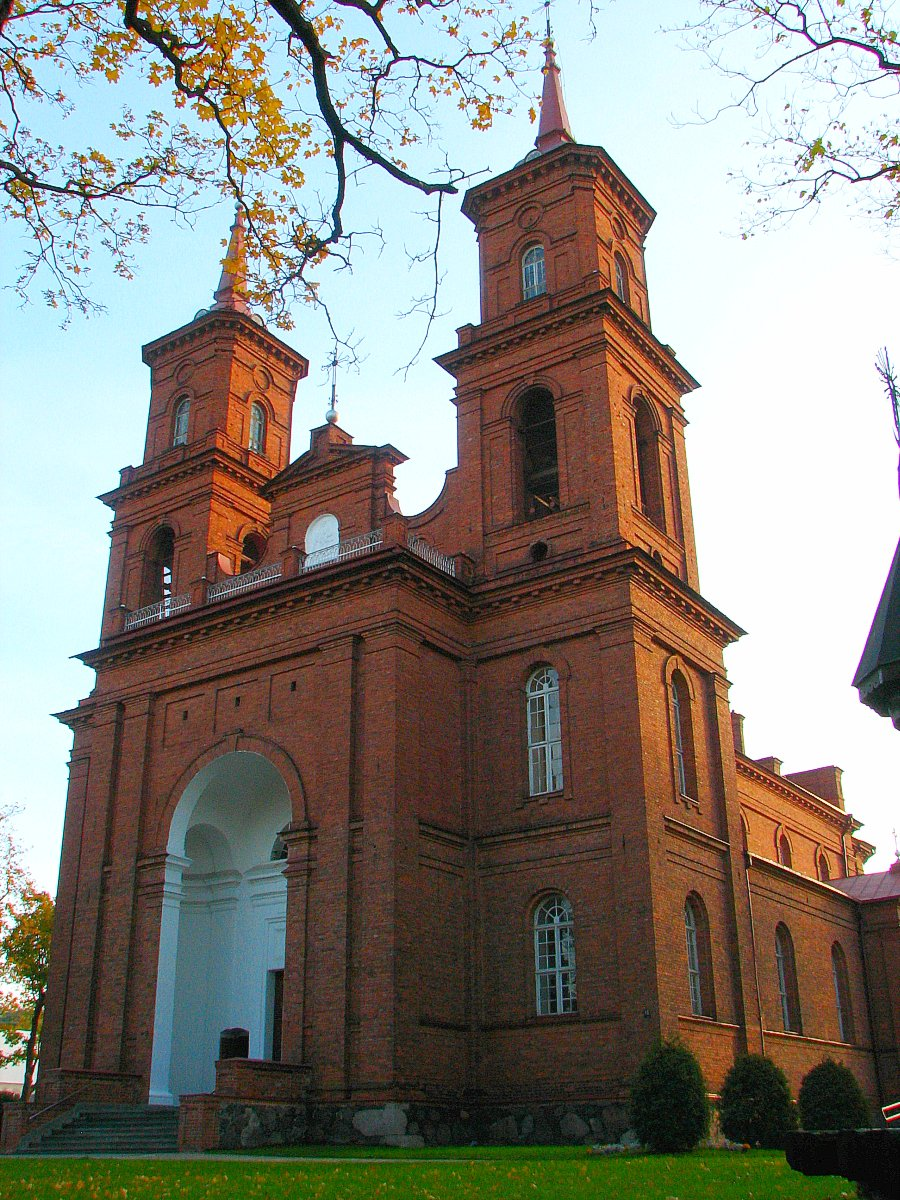
Церковь Святых Апостолов Петра и Павла в Паневежисе

Паневе́жский декана́т (лит. Panevėžio dekanatas) — один из девяти деканатов епархии Паневежиса римско-католической церковной провинции Вильнюса. Объединяет приходы в пределах северо-восточной половины Паневежского района Паневежского уезда Литвы. В настоящее время в Паневежский деканат входит десять приходов. Головным храмом является, расположенная в Паневежисе, церковь Святых Апостолов Петра и Павла.
Должность окружного викария Паневежского деканата  занимает каноник Петрас Баниулис (лит. Petras Baniulis).

## Приходы деканата
- Вяликяйский приход (лит. Velykių Šv. apašt. Andriejaus parapija);
- Гяляжяйский приход (лит. Geležių Šv. Juozapo parapija);
- Карсакишкский приход (лит. Karsakiškio Nukryžiuotojo Jėzaus parapija);
- Межишкяйский приход (лит. Miežiškių Švč. M. Marijos parapija);
- Пайстрисский приход (лит. Paįstrio Švč. M. Marijos Globos parapija);
- Паневежский приход (лит. Panevėžio Šv. apašt. Petro ir Povilo parapija);
- Рагувский приход (лит. Raguvos Švč. M. Marijos Ėmimo į dangų parapija);
- Смилгяйский приход (лит. Smilgių Šv. Jurgio parapija);
- Спиракяйский приход (лит. Spirakių Švč. Trejybės parapija);
- Шиляйский приход (лит. Šilų Švč. Jėzaus Vardo parapija).